# Рахмановский шёлковый комбинат
АО «Рахмановский шёлковый комбинат» — российское предприятие лёгкой промышленности, специализирующееся на выпуске тканей различного назначения.

## История
История возникновения шёлкового производства в селе Рахманово Игнатьевской волости Богородского уезда Московской губернии берёт своё начало с кустарного промысла, организованного местным крестьянином Иваном Прохоровичем Заглодиным, получившим разрешение на открытие фабрики от местных властей в 1860 году. Изначально заведение Заглодина специализировалось на выработке парчовых и шёлковых тканей по заказу крупных предпринимателей, а его оборудование состояло из нескольких ручных станков.
К 1865 году Заглодин имел 15 ткацких станов и столько же на него работало наёмных ткачей. В 1884 году предприятие размещалось в двухэтажном корпусе. Число задействованных на нём рабочих достигло 70 человек, не считая сотни крестьян-надомников из окрестных деревень. В 1893 году предприятие состояло уже из пяти зданий, в которых работало более 130 человек. Разбогатевший Заглодин вместе со своими сыновьями перешёл из крестьянского сословия в купечество — представители рода получили звание временных Богородских купцов.
В 1893 году между тремя сыновьями произошёл раздел имущества, вследствие чего образовались два самостоятельных конкурирующих между собой предприятия: одно — Григория Заглодина, второе — Николая и Спиридона Заглодиных. На фабрике Григория Заглодина, на которой к 1900 году работало более 200 человек, впервые в России было начато производство парчи на жаккардовых станках. За счёт механического ткачества на его предприятии резко увеличилось производство атласа, сюры, бархата и других шёлковых тканей, оно стало главным поставщиком парчовых и золотокружевных товаров для оптовых епархиальных складов церковных вещей.